# Tany Zampa
Pour les articles homonymes, voir Zampa (homonymie).
Gaetano Zampa dit Tany Zampa ou Gaëtan Zampa, né le 1er avril 1933 à Marseille (France) et mort le 16 août 1984 dans la même ville, est un criminel français. Il est surnommé « l'empereur de la nuit ».
Il est l'un des derniers parrains du milieu marseillais des années 1970. 

## Biographie

### Jeunesse
Gaetano Louis Albert Zampa naît dans le quartier de la Cayolle à Marseille, officiellement le 1er avril 1933, en fait le 18 mars 1933. Son père, Mathieu Zampa, originaire de Naples et Campobasso, né en 1902 à Marseille, voyou respecté dans la ville, ne voulait pas que son fils soit né au mois de mars car, dans la légende napolitaine, mars est le mois des fous. Sa mère Lucie Lande est originaire de la région des Pouilles. Il a pour demi-frère Jean Toci, né le 24 juillet 1933 d'une relation extraconjugale entre son père et Jeanne Toci, qui prendra sa relève après sa mort. Le père de l'humoriste Patrick Bosso est le cousin germain de Zampa.
Mathieu Zampa débute dans les années 1930 sous Paul Carbone et François Spirito, puis se place, après la Libération, sous les ordres des frères Guérini comme la plupart des truands marseillais de l'époque. Il a été le propriétaire du bar de la Ruche. Il est spécialiste de l'outre-mer. Dans les années 1960, il part exploiter un night club dédié à la prostitution à Dakar. Il reviendra à Marseille en 1972 et y mourra l'année suivante. La famille Zampa possédait une maison boulevard des Deux Canards dans le quartier de la Cayolle. Il grandit dans le quartier de la Cayolle, dont la population est constituée de vagues migratoires successives d'Italiens, d'Indochinois, de juifs d'Europe centrale et d'Afrique du Nord, de Maghrébins. Sa petite enfance se déroule à l'ombre de l'énorme chantier de construction de la prison des Baumettes, qui démarre en 1933 pour finir en 1939.
En mars 1940, à l'âge de 7 ans, Gaëtano Zampa boit l'eau non potable d'une fontaine publique et tombe gravement malade. Il met du temps à s'en remettre, à tel point que sa famille pense qu'il va mourir. Il guérit mais ayant été tellement choqué, il en garde un bégaiement ou un zozotement,.
Tany Zampa grandit ainsi dans le milieu qu'il connaît parfaitement. Lorsqu'il débute dans le métier comme proxénète, vers 1950, dans le quartier Saint-Lazare, tout le monde le connaît. Le 5 août 1953, à vingt ans, il entre au service d'ordre de Gaston Defferre fourni par les Guérini, il est l'un de ses gardes du corps. Defferre, socialiste soutenu par la SFIO, tente de reprendre la mairie tenue par les communistes depuis 1945. Ce jour-là, lors d'une manifestation de militants communistes, Zampa disperse la foule en la menaçant avec une mitraillette en plastique et exfiltre Gaston Defferre. Defferre reconnaissant, l'invite à une soirée et le remercie. Zampa lui répond : « Moi je ne vous ai rien demandé, maintenant vous êtes en dette avec moi. Je ne veux pas que vous l'oubliiez. Parce que l'homme le plus puissant de Marseille, c'est pas vous, c'est moi. » Selon le biographe José D'Arrigo, Zampa le paiera très cher en 1984, lorsque Defferre deviendra ministre de l'intérieur,. 
Le Marseille d'après-guerre est fertile pour le milieu : prostitution, jeux, marché noir, reconstruction avec l'aide du plan Marshall, racket et première filière organisée de l'héroïne (French Connection). La Camorra tente de s'infiltrer à Marseille, mais pour éviter un affrontement fratricide elle décide de se diriger vers Paris. En 1955, il monte à Paris où il est accueilli dans la « Bande des Trois Canards », du nom d'un cabaret parisien dont il connaît certains membres grâce aux Italiens du quartier du Panier (le noyau dur de la bande, environ dix personnes, est composé essentiellement d'Italiens).
L'équipe, qui a débuté sur la Côte d'Azur, décide de se lancer dans le racket d'hôteliers parisiens (en plus d'être des racketteurs, les membres de la bande donnent aussi dans le casse, le proxénétisme et le jeu). Des voyous parmi les plus durs de la capitale commencent à côtoyer cette bande : Joseph Brahim Attia (dit Jo Attia), Georges Boucheseiche (au centre de l'affaire Ben Barka), Jean Palisse. Zampa fait ses classes dans le racket des boites de nuit à Pigalle, « la protection » jusqu'à diriger la redoutable bande des « Napos ». Marcel Francisci, l'empereur des cercles de jeu, impressionné par son professionnalisme, lui confie la gérance du Cercle Montmartre. Zampa garde un pied à Marseille où il possède un hôtel, le Réal.
En 1960, Zampa a 27 ans. Dans la nuit du 31 décembre 1960 au 1er janvier 1961, il réussit un casse mémorable à la Caisse d'Allocations Familiales des Bouches-du-Rhône, où il dérobe avec ses complices 160 millions d'anciens francs (soit 3 millions d'euros de 2025). À cette occasion, son nom est inscrit au fichier du grand banditisme en tant qu'un des « chefs de la pègre marseillaise ». Ce n'est un secret pour personne que Zampa est l'organisateur du casse, mais aucune preuve ne peut être retenue contre lui,.
Tany Zampa, qui connaît déjà très bien le Milieu, est désormais rodé pour diverses activités. À Paris, il apprend à connaître des voyous violents, il les fréquente et s'habitue à leur attitude. Il est lui-même un nerveux, un « excité ».

### Une bande redoutée
Jusqu'en 1965, Zampa travaille entre Paris et Marseille. Au début de 1964, il commence à s'entourer, à Marseille, de vrais durs et impose sa loi dans les rues de la ville. Des impulsifs, des sanguinaires, des personnages violents et craints. Son passage dans la « Bande des Trois Canards » a été très formateur. Il établit avec ses hommes une sorte de pacte de sang. Mais Tany Zampa est impitoyable et n'hésite pas à éliminer ceux qui deviennent gênants. Parmi ces vrais durs, on peut citer Jean Toci, son demi-frère et bras droit, Gaby Regazzi, le véritable « cerveau » de l'équipe, Bimbo Roche, Gérard Vigier, Gilbert Hoareau dit Gilbert le Libanais, ou Jean-François Bianconi dit le diable ou encore Jacky le Mat. En 1964, Zampa est arrêté pour port d'arme prohibée et est incarcéré.
L'efficacité de Tany Zampa dans le racket et la « protection » pousse bon nombre de caïds marseillais à faire appel à lui, notamment Robert Blémant. Il prend ses aises et se permet tout et n'importe quoi. Certains anciens, adeptes des règles « morales » du Milieu, comme les Guérini, voient d'un mauvais œil les méthodes violentes de Tany Zampa, mais aucun n'ose s'opposer à lui.
Alors qu'il commence à investir dans l'héroïne, Zampa monte en puissance. Il est impliqué dans la prostitution, la drogue, les jeux, et est le plus efficace racketteur de la Côte.

### Prise de pouvoir
Les Guerini occupent toujours le sommet du crime marseillais. Le 4 mai 1965, Robert Blémant, ancien commissaire de la Direction de la surveillance du territoire (DST) reconverti dans le crime organisé à Paris, est abattu sur ordre d'Antoine Guérini. Cet ancien fonctionnaire devenu truand, associé de Marcel Francisci, tentait de s'implanter dans le milieu marseillais avec l'aide de Zampa. Pour Zampa, c'est une aubaine, car le Milieu n'accepte pas qu'Antoine ait fait assassiner un pilier comme Blémant uniquement par jalousie. Les associés des Guérini s'écartent peu à peu du clan, lequel s'en trouve très affaibli. 
Dans le même temps, une « dénonciation anonyme » permet à la police au cours d'« un banal contrôle » sur le Vieux-Port de découvrir des armes dans la Jaguar de Tany. Il est lourdement condamné à 6 ans de détention pour ce délit, et incarcéré à la prison de Haguenau en 1966. Il y épouse une jeune Marseillaise, Christiane Convers, en juin 1966. Il fait une série de tentatives de suicide qui mèneront à son internement psychiatrique à l'hôpital de Strasbourg, en 1968. Dès lors, il sera successivement détenu à l'hôpital des prisons de Fresnes, à la prison de la Santé à Paris et à la centrale de Poissy. Depuis sa cellule, il continue à diriger ses affaires.
En 1967, Antoine Guérini est abattu, vraisemblablement par Jacky Imbert dit « le Mat », sur ordre de Tany et avec la bénédiction du milieu qui n'a pas pardonné le meurtre de Blémant. Son frère « Mémé » est envoyé en prison peu de temps après. C'est le début de la fin pour le clan Guérini, qui se fait dépouiller de ses fleurons à Marseille par le trio constitué de Zampa (depuis sa prison), Jacky le Mat et Francis Vanverberghe dit « le Belge », tous vétérans de la Bande des Trois Canards.
Lorsqu'il sort de prison en 1970, Zampa est le nouveau maître des rues marseillaises. Sa libération, alors qu'il est interdit de séjour à Marseille, va provoquer une redistribution des ressources dans l'empire du crime.
Pendant les années 1970, Tany étend son activité au trafic d'armes. Il est soupçonné d'avoir commandité l'assassinat de Pierre Goldman pour le compte des GAL espagnols (groupe paramilitaire anti-ETA)[réf. nécessaire].

### Conflit avec Francis le Belge sur fond de trafic de drogue
Si dans l'ombre de Zampa, Jacky le Mat gagne du galon, c'est surtout Francis le Belge qui monte en puissance. Les deux hommes se sont régulièrement croisés à Paris, mais restent rivaux. En 1972, des trafiquants d'héroïne proches de Zampa ont détourné une grosse cargaison d'héroïne, d'une valeur de 600 000 francs, destinée au Belge.
Anticipant une riposte, Zampa décide d'agir : le 5 septembre 1972 sont abattus au Cannet[Où ?] Robert Di Russo, Jean-Claude Bonello et Daniel Lamberti. L'un des tueurs est abattu le 14 octobre 1972 en Corse, et l'autre le 28 octobre 1972. Le 26 décembre 1972, c'est un homme du Belge qui tombe, puis deux autres en février 1973, à la Belle de Mai.
Francis le Belge réplique durement en atteignant un paroxysme : le 31 mars 1973, trois hommes de Zampa sont tués au bar du Tanagra. Il s'agit de Joseph Lomini dit le Toréador, l'un des trafiquants ayant escroqué le Belge, cible principale du commando et lieutenant de Zampa, Ansan Bistoni dit l'Aga Khan, poids lourd de la French Connection, Jean-Claude Napoletano, un petit truand, et la patronne du bar.
En novembre 1973, l'arrestation de Francis le Belge et sa condamnation à trois ans de prison mettent fin aux affrontements. En tout le Belge fera 11 ans à la suite de la dénonciation de François Scapula, repenti réfugié aux États-Unis. Par ailleurs, la légende veut qu'en plein cœur du conflit entre les deux Marseillais, Tany Zampa et ses hommes aient aperçu le Belge à Paris, sans aucune protection, et qu'ils aient refusé de faire feu sur ce dernier car il était accompagné de sa mère.[citation nécessaire] Au cours de ces affrontements, Zampa se réfugiera en Italie afin d'échapper aux représailles et à la police. Il y restera jusqu'en 1975.
À son retour à Marseille, Tany se fait contrôler par la police en possession d'un Smith et Wesson. Il purge huit mois de prison pour port d'armes illégal en 1975 aux Baumettes.
Selon José D'Arrigo, il est susceptible d'avoir fourni des moyens et planifié le « casse du siècle » d'Albert Spaggiari en 1976, mais il est très peu probable qu'il ait eu un quelconque rôle dans le casse de Nice.
En parallèle de ses démêlés judiciaires sans conséquences, Tany Zampa se lance dans l'activité des jeux sur la Côte d'Azur en association avec son ami d'enfance Bimbo Roche et le roi du jeu niçois Jean-Dominique Fratoni, patron du casino Ruhl.

### Conflit avec Jacky le Mat
Même si tout semble aller pour Zampa, il reste un problème non résolu : Jacky le Mat. Ce dernier s'est écarté de Tany et ne cesse de faire augmenter son capital, le premier s'associant au monde gitan, le second s'ouvrant au monde des cités marseillaises pour développer leurs trafics. Jusqu'au litige, en 1977, le clan du Mat rackette le même client que le clan Zampa, pour un montant de 8 millions de francs. En effet, Zampa n'aurait pas supporté que l'un de ses amis, un arménien qui protégeait un homme d'affaires israélite, Sammy Flatto, se soit fait « casser la baraque » par un concurrent qu'il avait désigné comme étant « Le Mat ». Il fallait en avoir le cœur net. Sommé de s'expliquer sur cette ténébreuse affaire, Jacky le Mat prend la fuite.
D'après certaines rumeurs[réf. nécessaire], Zampa aurait tenté d'assassiner Jacky le Mat le 1er février 1977, accompagné de Gaby Regazzi et Bimbo Roche. Il aurait tiré sept balles de 11.43 sur son rival tandis que ses acolytes lui auraient tiré chacun une décharge de chevrotine. Mais Jacky survit à la tentative d'assassinat et se venge : de mars 1977 à avril 1978, douze personnes seront assassinées (des deux côtés). Avec une avance pour le Mat, qui a rapidement éliminé les porte-flingues du clan Zampa. Ce dernier en sort très affaibli, et ne tient plus réellement le milieu marseillais. Imbert est arrêté alors qu'il se trouve à proximité du domicile de Zampa portant une arme. Il est condamné à 6 mois de prison. À sa sortie, Imbert prend le large à bord de son bateau « le Kallisté ». 
Zampa semble finalement avoir gagné la partie. Mais le 3 octobre 1978, dix personnes sont froidement abattues dans la Tuerie du Bar du Téléphone par trois hommes encagoulés. Ce massacre provoque le départ instantané de toute la voyoucratie marseillaise qui part se mettre à l'abri. Sur les dix hommes assassinés, seuls quatre ont des casiers judiciaires pour des délits mineurs, les autres sont des consommateurs et le patron de bar n'est qu'un simple commerçant. Il se pourrait que cela soit une bavure.
Au début des années 1980 Jean François Bianconi, l'un des plus fidèles bras droit de Tany, crée la plus grande boîte de nuit de la région marseillaise, « Le Krypton ». En mai 1983 il est abattu à Paris à la sortie d'une boîte appartenant au Mat. Tany perd également deux laboratoires de transformation d'héroïne découverts en Sicile, un petit laboratoire à Trabia et plus tard dans la journée un plus gros laboratoire, caché à Carini. Ce dernier peut produire 50 kilogrammes par semaine. Trois chimistes corses sont arrêtés à Trabia, dont André Bousquet, un ancien chimiste de la French Connection qui a été envoyé par Gaëtan Zampa, en compagnie d'un parrain de Cosa Nostra, Gerlando Alberti,.

### Arrestation et suicide
Les pressions policières ne font qu'aggraver les choses. Le 21 octobre 1981, après l'assassinat du juge Michel, Zampa est immédiatement soupçonné. Jean Louis Pietri, commissaire à la BRB, affirme lui que le dossier était vide, mais Zampa commet l'erreur de s'enfuir en Italie. Il est dès lors sans cesse surveillé, ce qui limitera fortement son influence et son contrôle du crime marseillais. Faute de preuves, il échappe néanmoins aux poursuites.
Le 6 octobre 1983, Gilbert Hoareau dit « le Libanais » est assassiné par trois hommes à moto sur la Canebière. Cet associé de Zampa aurait voulu s'émanciper et aurait égorgé un des hommes de Zampa pour signifier son indépendance. Zampa l'aurait fait éliminer. L'enquête est au point mort. La brigade financière du SRPJ décide une perquisition au domicile de Hoareau. La police met la main sur sa comptabilité et y découvre les divers trafics auxquels est lié notamment Zampa. Deux semaines plus tard, 21 personnes, toutes des proches de Tany, dont Christiane, sa femme et Maître Philippe Duteil, son avocat, sont interpellées. En parallèle sont perquisitionnés une douzaine d'établissements de nuit contrôlés par Zampa et ses acolytes. S'ensuivent l'enquête et l'instruction pour toute une série de délits financiers et fiscaux tels que des abus de biens sociaux, faux en écriture, infraction sur les sociétés ou banqueroutes frauduleuses. Ce sont ces infractions fiscales qui mèneront Zampa à sa chute, tout comme Al Capone dans les années 1930.
Le 21 octobre 1983, un mandat d'arrêt international est lancé à son encontre. Le 29 novembre 1983, vingt-quatre heures après le plastiquage de deux établissements aixois appartenant à sa femme, Zampa et ses acolytes sont arrêtés par la Brigade de Répression du Banditisme (BRB) dans une petite maison à Istres, dans le quartier du Ranquet. « M'arrêter un dimanche. Là, vous me surprenez ! » a-t-il plastronné,.
En détention à la prison des Baumettes, il sombre lentement dans la folie, se plaint de violents maux de tête et prétend entendre des voix, accuse les tuyauteries de lui transmettre des messages de mort et hurle qu'on veut l'assassiner. Il écrit au directeur de la prison pour qu'on le change de cellule, sous prétexte que la sienne, qui donne sur la rue, va être la cible d'une attaque à la roquette depuis l'immeuble d'en face. Ses avocats demandent une expertise psychiatrique : les médecins ne décèlent qu'une simple altération névrotique due à une fixation. Dans Marseille, il se dit que « Tany est tombé fada » tandis que pour d'autres, « Il simule ». Il est surnommé le « parrain à l'italienne », la « marraine » ou encore la « balance ». Les 20 et 22 juin 1984, il rate deux tentatives de suicide.
Son procès se tient devant la 6e chambre correctionnelle de Marseille, présidée par le président Albertini. Le premier jour, le 19 juillet 1984, il se jette tête la première contre un pilier du palais de justice. Il s'en sort avec une grosse bosse et le gendarme auquel il est menotté a une épaule luxée et quinze jours d'arrêt de travail. Le soir de son premier jour de procès, il fait une nouvelle tentative de suicide en se taillant les veines avec un petit canif émoussé. L'administration pénitentiaire décide de le faire surveiller en permanence. Pour cela, elle place dans sa cellule un autre détenu, Marc-Robert Schandeler dit « Bob », un ancien videur du Krypton, fleuron de l'empire Zampa. Sa mission est d'empêcher son patron de se suicider. Au soir de son cinquième jour de procès, le 23 juillet 1984, une demi-heure après son retour en cellule, Schandeler frappe à la porte de la cellule en hurlant « Au secours, venez vite, Tany vient de se pendre ! » Les gardiens trouvent Zampa pendu à une corde à sauter fixée à un tuyau de chauffage, les pieds coincés dans le radiateur. Zampa est inanimé, son visage est bleui et son larynx est enfoncé. Un interne accourt en urgence et tente une trachéotomie. Zampa n'est pas mort mais ses cellules nerveuses sont détruites,.
Il meurt le 16 août 1984 à 51 ans, après plusieurs jours de coma, à l'hôpital Salvator de Marseille où il avait été transféré.
Le mystère plane sur la mort de Zampa, que s'est-il passé durant la demi-heure entre la réintégration de sa cellule et l'alerte de Schandeler ayant entendu les râles de son codétenu. Schandeler prétend n'avoir rien entendu pendant qu'il lisait un livre. On peut se demander ce que faisait une corde à sauter dans la cellule d'un détenu suicidaire. Est-ce-que Schandeler l'a laissé se suicider ? Nul ne le saura jamais. L'ancien videur est abattu, peu de temps après sa remise en liberté, le 21 décembre 1989, à Montpellier. Le seul témoin des derniers moments lucides de Zampa a donc disparu.
Son demi-frère Jean Toci est assassiné en mai 1997 à Istres.

### Vie privée
Gaétan Zampa se marie en juin 1966 avec Christiane Convers (1941-2021). De ce mariage naissent trois enfants : Stéphane, Mathieu et Céline. Mathieu Bedjadji-Zampa apparaît dans le documentaire consacré à son père en 2007 : Les Parrains de la côte. Il est cité dans une enquête sur un réseau de trafic de cocaïne entre Marseille et Saint-Tropez.

### Filmographie

#### Cinéma
- Dans L'Immortel de Richard Berry (2010), le personnage de Tony Zacchia (Kad Merad) s'inspire de Tany Zampa.
- Dans La French de Cédric Jimenez (2014), le rôle de Tany Zampa est interprété par Gilles Lellouche. Jean Dujardin y incarne le juge Pierre Michel.